# Tứ giác ngoại tiếp

Tứ giác ngoại tiếp

Trong hình học phẳng, tứ giác ngoại tiếp là tứ giác có các cạnh tiếp xúc với một đường tròn. Đường tròn đó gọi là đường tròn nội tiếp của tứ giác này.

## Tính chất
-Điều kiện cần và đủ để một tứ giác có thể ngoại tiếp được một đường tròn là tổng chiều dài các cặp cạnh đối nhau là bằng nhau.
-Trường hợp đặc biệt (trường hợp suy biến): Hình thoi có tất cả các cạnh bằng nhau, hình vuông có tất cả các cạnh và các góc bằng nhau.
-Nếu tứ giác ABCD ngoại tiếp đường tròn và M,N,P,Q lần lượt là các tiếp điểm của AB,BC,CD,DA thì ba đường thẳng MQ,NP và DB đồng quy tại một điểm.